# Peguera
Peguera (inoffiziell kastilisch Paguera) ist ein Touristenort im Südwesten der Baleareninsel Mallorca. Er gehört zur Gemeinde Calvià.

## Tourismus
Der Ort Peguera wird von Hotels der mittleren Preiskategorie, Appartementhäusern sowie gastronomischen Einrichtungen dominiert. Peguera gilt als deutsche Hochburg. Die Mehrzahl der Touristen, die Peguera in den Ferienzeiten besuchen, kommen aus dem deutschsprachigen Raum. In der Nebensaison sind überwiegend deutsche Residenten und Reisegruppen mittleren Alters vor Ort. Das Unterhaltungsangebot ist entsprechend auf deutsche Urlauber ausgerichtet.

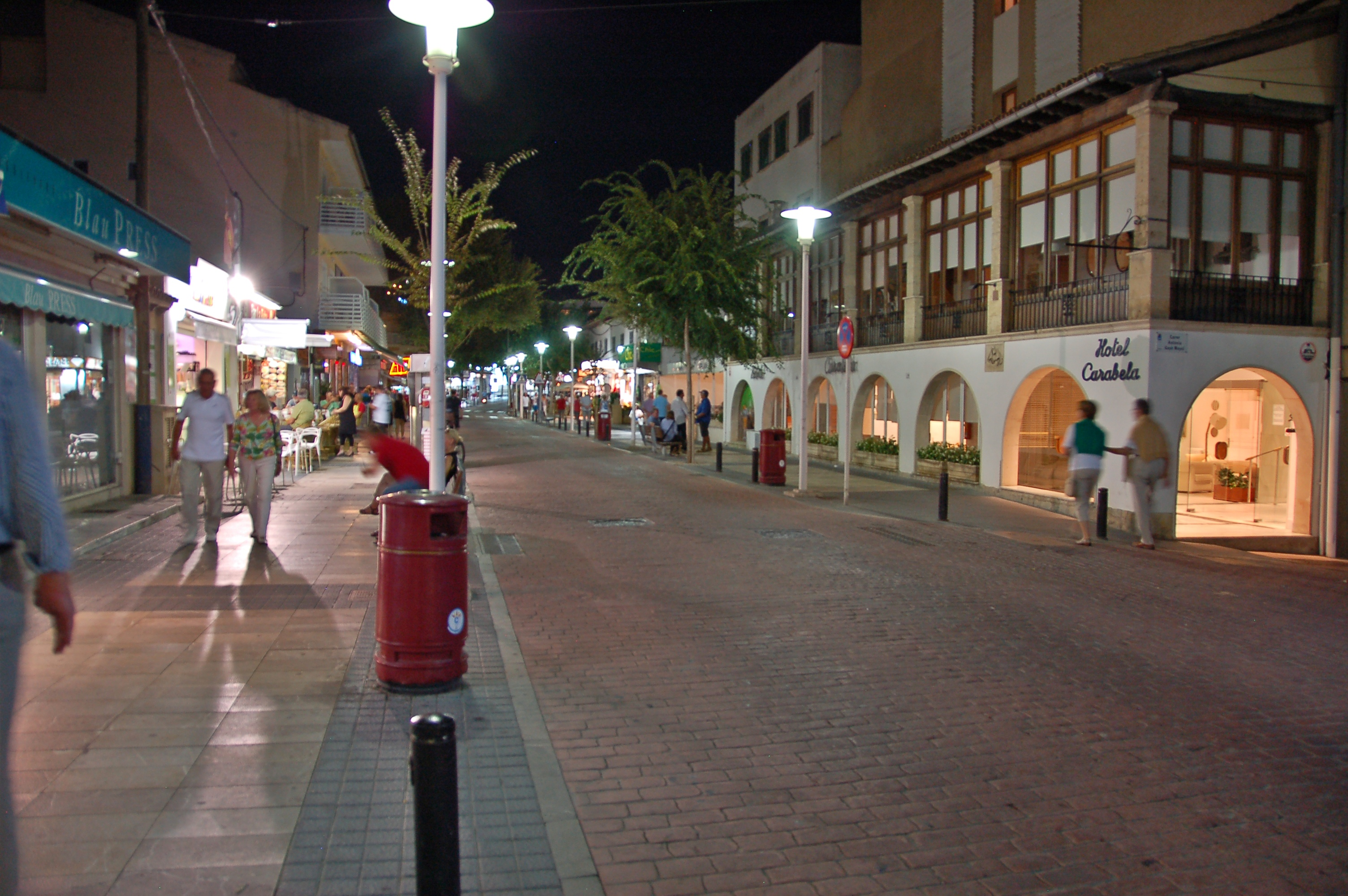
Bulevar de Peguera

In den letzten Jahren wurden verschiedene Veränderungen im zentralen Bereich der Ortschaft vorgenommen, unter anderem Sandaufschüttung am Palmira-Strand, Bau einer Umgehungsstraße und andere Verkehrsberuhigungsmaßnahmen. Der Bulevar de Peguera, die zentrale Flaniermeile mit zahlreichen kleinen Textil-, Schuh-, Souvenir- und Handtaschengeschäften sowie Restaurants, ist in den Sommermonaten angesichts eines Durchfahrtverbots ab 19 Uhr nahezu autofrei und verwandelt sich dann in eine Fußgängerzone. In den 1980er Jahren war die Straße noch in beide Richtungen befahrbar und Unterhaltungsbetriebe (Diskotheken und ähnliche) mit den Begleiterscheinungen beherrschten das Straßenbild. Die oben genannten Maßnahmen haben die touristische Qualität Pegueras aufgewertert. Wegen fehlender anderer Erwerbsmöglichkeiten hat der Tourismus seit Jahrzehnten eine wesentliche wirtschaftliche Bedeutung für den Ort. In den letzten Jahren wurde das Einkaufsangebot weiter ausgebaut, zuletzt durch den Bau eines bekannten deutschen Discounters. Zwischen den beiden Kreisverkehren entlang der Carrer de la Savina Richtung Camp de Mar findet saisonübergreifend jeden Dienstag ein Wochenmarkt statt, mit regionalen Produkten wie Obst und Gemüse sowie Textilien. Peguera weist im Vergleich zu den Nachbarorten eine sehr gut ausgebaute medizinische Infrastruktur auf, mit dem Deutschen Facharztzentrum, weiteren Arztpraxen sowie insgesamt vier Apotheken.
Im Westen Pegueras schließt sich der nach einer Bucht benannte Ortsteil Cala Fornells an, mit der abwechslungsreichen Architektur der Ferienanlage Aldea Cala Fornells, die der russische Baumeister Pedro Otzoup zwischen 1973 und 1976 nach dem Vorbild mexikanischer Dörfer errichtet hat.

## Badestrände

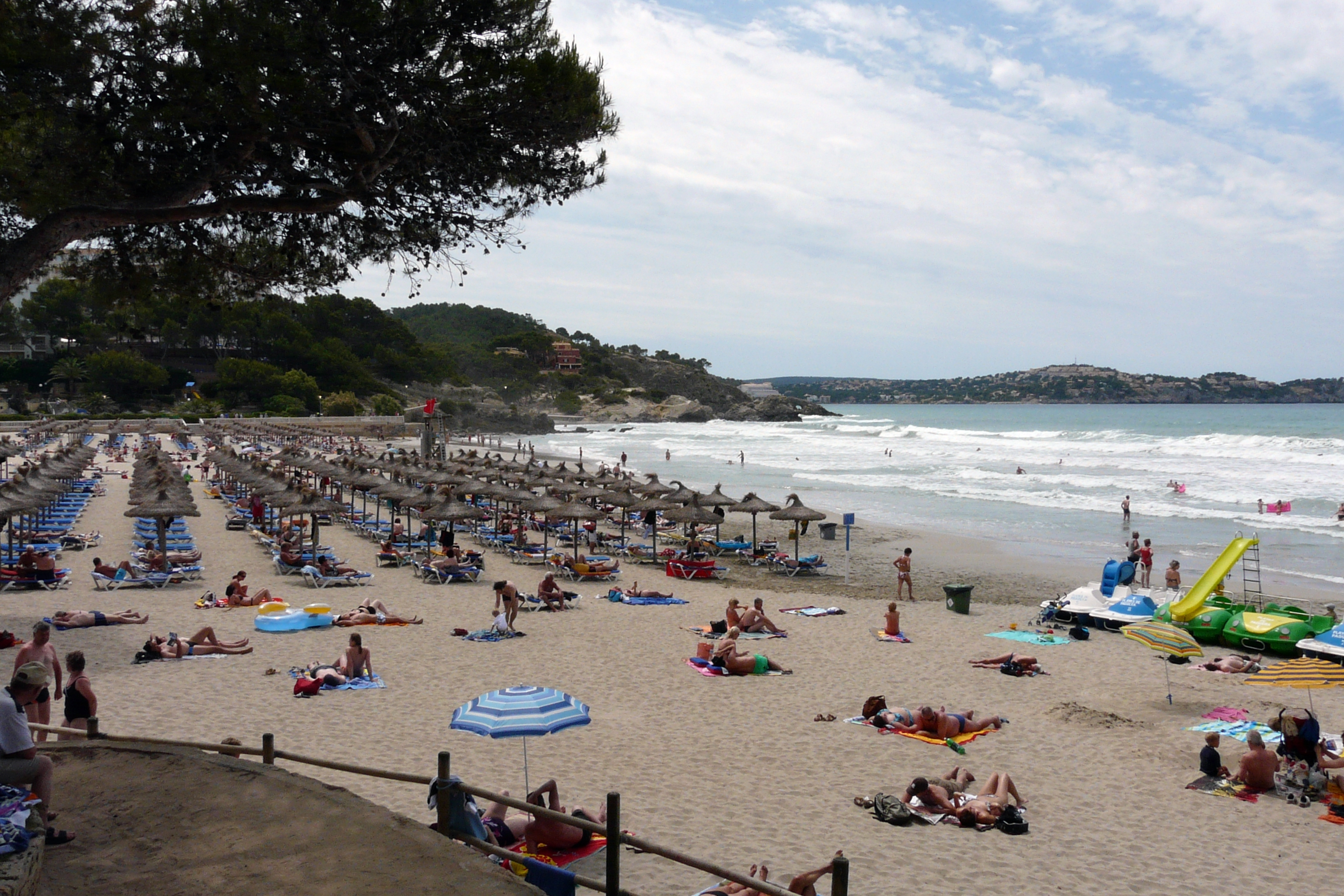
Peguera Strand

Der Ort verfügt mit der Platja Palmira, Platja de Tora und der Platja de la Romana über insgesamt drei Badestrände. Die Strände fallen flach ins Wasser ab und sind somit auch für kleinere Kinder geeignet. Alle drei Badestrände werden tagsüber in der Hauptsaison von Rettungsschwimmern überwacht. Die Strände sind durch eine Uferpromenade verbunden.

## Umgebung
In direkter Umgebung finden sich zahlreiche Wandermöglichkeiten, von der Ortsmitte schnell erreichbar sind der Felsgipfel Sa Bruta (280 m) und der Torre de Cap Andritxol aus dem 16. Jahrhundert. Peguera ist Ausgangspunkt für Ausflüge in die Serra de Tramuntana, seit 2012 UNESCO-Weltkulturerbe. Weiterhin stehen in Peguera diverse Sport- und Freizeitangebote zur Auswahl.

## Verkehr
Täglich bestehen mehrere Busverbindungen nach Palma. Zusätzlich verbindet die Buslinie A11 Peguera mehrmals täglich direkt mit dem Flughafen von Palma. Seit März 2007 ist die Autobahn MA-1 von Andratx nach Palma fertiggestellt, so dass eine schnelle Anbindung an die Inselhauptstadt vorhanden ist. Das Zentrum von Palma ist etwa 24 Kilometer, das Zentrum von Andratx etwa 8 Kilometer entfernt.